# Austrosaurus

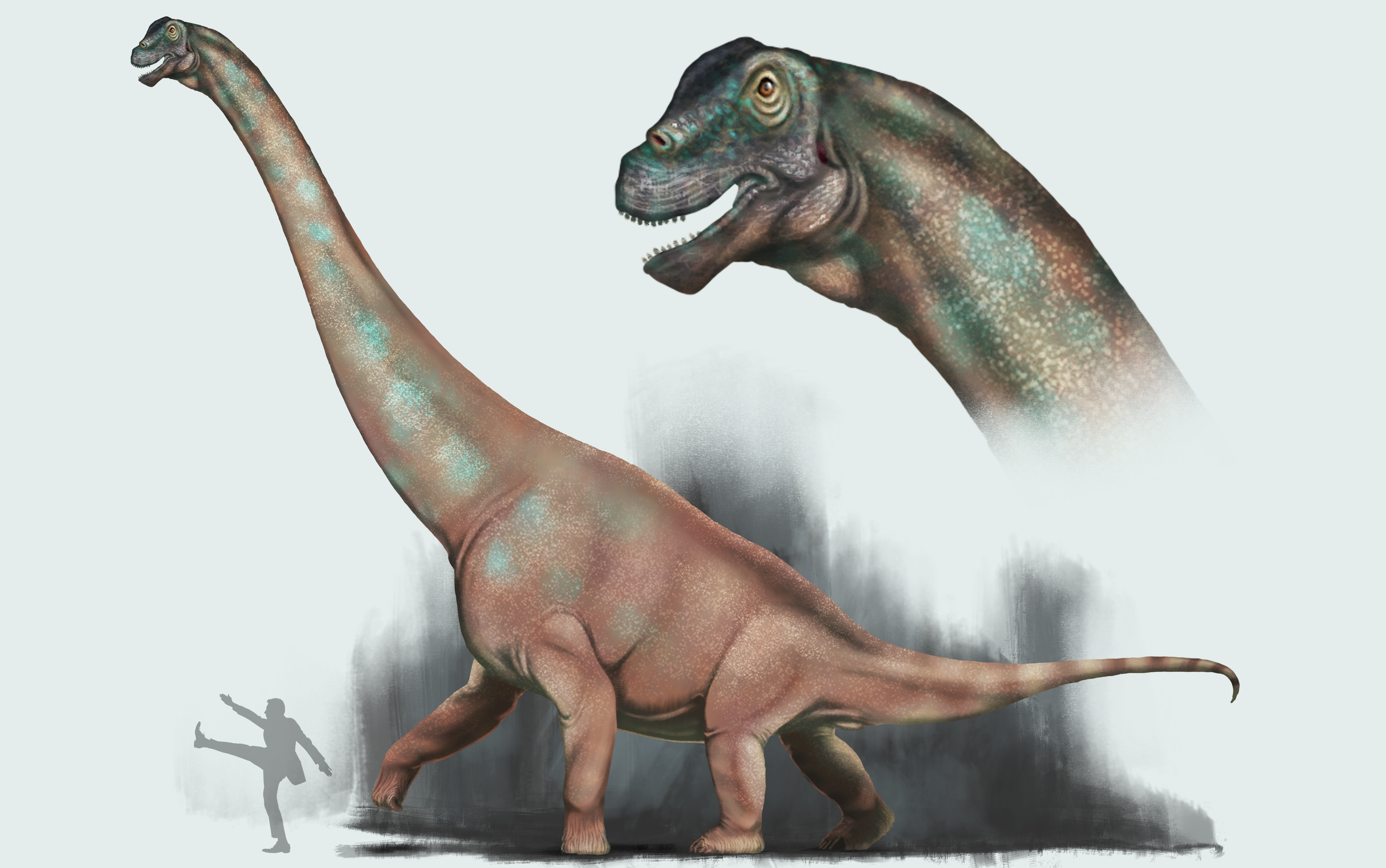
Austrosaurus mckillopi
Genre
Espèce
Austrosaurus est un genre éteint de dinosaures sauropodes, un titanosaure basal ou un Titanosauriformes appartenant peut-être au clade des Somphospondyli. Il a vécu à la fin du Crétacé inférieur en Australie.
Une seule espèce est connue, Austrosaurus mckillopi, décrite à l'origine par Albert Heber Longman en 1933, puis réétudiée en particulier par S. A. Hocknull et ses collègues en 2009 et J. P. Poropat et ses collègues en 2017.

## Découverte
Austrosaurus a été découvert dans la formation géologique d'Allaru dans le centre-ouest du Queensland en Australie, cette formation est datée de l'Albien, d'un âge environ entre 110 et 105 Ma (millions d'années).

## Description
Austrosaurus avait une hauteur d'environ 4,10 m aux épaules et 3,90 m aux hanches, ce qui lui donnait un corps à l'allure presque horizontale. En 2010, Gregory S. Paul, estime sa longueur à 20 m pour une masse d'environ 16 tonnes; en 2011, Thomas Holtz retient la même longueur pour une masse d'une douzaine de tonnes.

## Classification
Austrosaurus a d'abord été classé dans la famille des cétiosauridés, comme Patagosaurus ou Shunosaurus.
En 2009, Hocknull et ces collègues décrivent un nouveau genre de sauropodes provenant des mêmes sites fossilifères : Wintonotitan à partir de restes osseux préalablement attribués à Austrosaurus par Coombs et Molnar en 1981. 
Hocknull indique qu'Austrosaurus mckillopi est peu différent du spécimen QMF 7292 qui est l'holotype de Wintonotitan wattsii, et qu'il devrait être considéré comme un nom douteux.
En 2017,  Poropat et ses collègues étudie des ossements supplémentaires découverts sur le site ayant livré Austrosaurus. Ils les attribuent  à l'holotype d'Austrosaurus, qu'il considère comme un titanosauriformes valide, provisoirement attribuable au clade des Somphospondyli.